# NGC 1464
NGC 1464 (= NGC 1471) è una piccola galassia a spirale di aspetto peculiare, situata nella costellazione dell'Eridano, a una distanza di circa 78 milioni di anni luce dalla nostra Via Lattea.

## Scoperta
La galassia è stata scoperta il 12 ottobre 1886 dall'astronomo statunitense Francis Leavenworth e venne inserita nel New General Catalogue con la designazione NGC 1471. Pochi giorni dopo, il 1 novembre 1886, la stessa galassia venne osservata da Lewis Swift prima che la precedente osservazione di Leavenworth venisse pubblicata; a questa nuova descrizione venne assegnata la designazione NGC 1464, considerandola una scoperta indipendente.